# Пасалидис, Иоаннис
Иоаннис Пасалидис (греч. Ιωάννης Πασαλίδης, в России был известен как Иван Георгиевич Пашалидис, в Грузии — იოანის გიორგის ძე ფაშალიდისი; 1885, Санта Понт (ныне — Думанли, Гюмюшхаджыкёй, провинция Амасья, Турция) — 15 марта 1968 года, Фессалоники, Греция):30 — российский, грузинский и греческий политик XX века, член Учредительного собрания Грузии (1919—1921), председатель Единой демократической левой партии в период 1951—1968 годов.

## Детство
Пасалидис родился в 1885 году в селе Санта, недалеко от Трапезунда, в то время — территория Османской империи.
Родители были бедными крестьянами из понтийских греков. Санта населялась коренным греческим населением Понта, с той лишь только разницей, что до 1857 года 51 % населения не скрывали, что они православные христиане, в то время как 49 % это скрывали (криптохристиане).
После конституционной реформы 1857 года (Хатихумаюн — Hatt-ı Hümayun) и криптохристиане открыто заявили о своей приверженности православию, но после русско-турецкой войны 1877—1878 года большинство населения села бежало на юг Российской империи.
Семья Пасалидиса осталась в Санте, но в конечном итоге также переселились в Россию.

## В России
Среднее образование получил в русской гимназии в Тифлисе. Там он связался с грузинскими друзьями и с 1903 года, когда он переехал в Одессу, чтобы получить высшее образование, стал членом Российской социал-демократической рабочей партии. Во время обучения на медицинском факультете Императорского Новороссийского университета (Одесса) участвовал в студенческих волнениях и был исключён из университета.
В 1909 году жил и учился в Берлине.
В 1910 году получил, с помощью брата, диплом медицинского факультета Императорского Московского университета. В том же году переехал с семьей в Сухум, где работал в местной социал-демократической организации и занимался медицинской практикой; как врач был очень популярен по всей Западной Грузии.
В 1913 году отправился в Германию для продолжения учёбы. Вернувшись в Россию, прошёл специализацию по хирургии в Одессе, после чего был назначен на пост директора городского госпиталя Сухума.

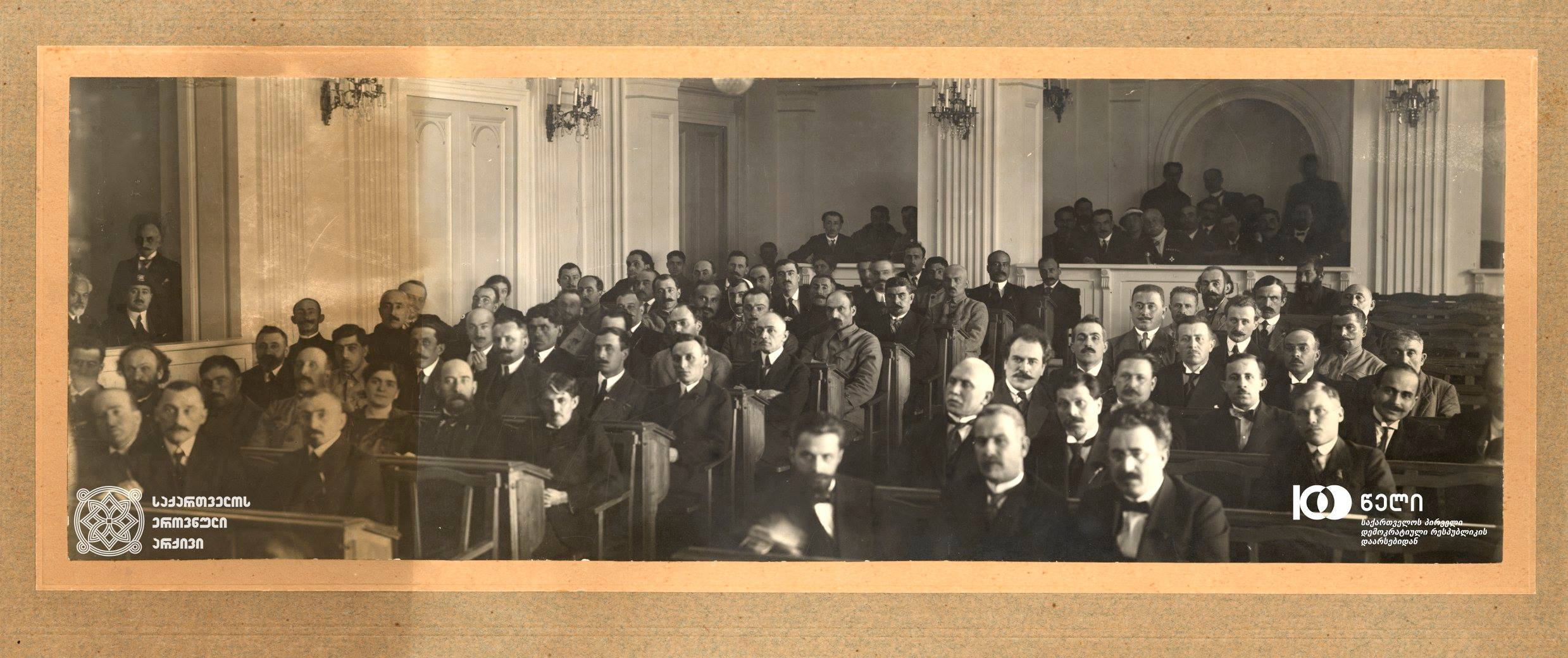
Учредительное собрание Грузии. Пашалидис левая сторона, четвёртый ряд, четвёртый справа

С 1917 года член Социал-демократической партии Грузии. Был избран в Национальный совет Абхазии. Активно работал в Совете по решению вопросов межэтнических отношений. Национальным советом Абхазии был наделен мандатом представителя «внешних связей». Член редколлегии греческой газеты «Новая жизнь» (``Νέα Ζωή``), издававшейся в Сухуме.
Подписал Акт независимости Грузии. 12 марта 1919 года избран членом Учредительного собрания Грузии по списку социал-демократической партии Грузии.
В 1921 году, после советизации Грузии, покинул страну, жил в Константинополе, находившимся под контролем Антанты. В 1922 году, перед вступлением кемалистов в город, переехал в Берлин, где продолжил обучение медицинским наукам.

## В Греции
После того как в результате завершения геноцида понтийских греков и насильственного греко-турецкого обмена населением (1923), после которого территорию Понта покинули остатки его коренного православного греческого населения, Пасалидис последовал за своими земляками и переехал в Грецию.
С 1923 года жил в Салониках, где поселился на окраине Харилау и начал работать в Русской больнице, которая вскоре была преобразована в «македонскую клинику» и обслуживала множество беженцев.
Почти сразу же был вовлечён в греческую политическую жизнь и в 1923 году впервые был избран депутатом в Парламент эллинов от Салоник. Основал Союз кавказцев в Салониках.
Пасалидис был также основателем Социалистической партии Греции, одной из политических формаций, которые в годы тройной, германо-итало-болгарской, оккупации Греции вступили в состав Национально-освободительного фронта Греции (ЭАМ)
В 1945 году он был избран членом Центрального комитета ЭАМ.
Его сотрудничество с прокоммунистическим ЭАМ сказалось и на будущей политической деятельности Пасалидиса.
После окончания Гражданской войны в Греции (1946—1949), Пасалидис принял участие в создании (август 1951) и возглавил Единую демократическую левую партию, (ЭДА):67, ставшую легальной формацией, оказавшейся в подполье, Коммунистической партии Греции.
Он избирался в парламент от избирательного округа Салоник как член и председатель Единой демократической левой партии (ЭДА) на выборах 1951, 1956, 1958, 1961 и 1964 годов.
На выборах 1958 года ЭДА стала второй партией в стране:287.
В период 1955—1955 Пасалидис обвинял премьер-министра Константина Караманлиса в том, что тот хоронит вопрос воссоединения Кипра с Грецией, «ведя закулисные переговоры с британским империализмом»:140.
Он также выступал против вступления Греции в Европейский союз (тогда Европейское экономическое сообщество), предвидя, что это обернётся большими проблемами для страны:302.
После прихода в 1967 году к власти военной хунты, Пасалидис был арестован, а затем находился под домашним арестом.
Арест и преследование подорвали его здоровье и он умер в 1968 году в Салониках и там же был похоронен.
Пасалидис остался в памяти его соратников левой политической ориентации, которые, помня его «политическую этику и умеренность»:75, до сих пор именуют его «Барбаяннис» (дядя Яннис)
:75.